# Latha
Latha (ur. 7 czerwca 1953) – indyjska aktorka i polityk.
Jest córką Shanmugha Rajeswara Sethupathiego, polityka Partii Sprawiedliwości oraz Indyjskiego Kongresu Narodowego. Pracę w tamilskim przemyśle filmowym rozpoczęła grając u boku M.G. Ramachandrana (MGR) w Ulagam Sutrum Valiban (1973). Szybko stała się jedną z najmocniej kojarzonych z MGR aktorek, występując wraz z nim w ok. 10 produkcjach. Związki z Ramachandranem przyniosły jej przydomek Chinna Anni (w przybliżeniu młodsza szwagierka), przyczyniły się również do (krótkotrwałego) wejścia aktorki do polityki.
Grała również w filmach w telugu, w tym w Andala Ramudu (1973, wraz z Akkineni Nageswara Rao). Wyróżniona Tamil Nadu State Award dla najlepszej aktorki (1977) oraz Filmfare Award South dla najlepszej aktorki tamilskiej (1978).